# Clientèle localisable
 (mars 2025).
Une clientèle localisable regroupe un ensemble de clients d'une activité, d'une entreprise ou d'un professionnel lorsque ces clients peuvent être connus ou désignés par le fait qu'ils se trouvent - pour des motifs variés à établir - dans un certain périmètre géographique ou sur un territoire délimité.

## Intérêt de la notion
Les usages et les bonnes pratiques font que la constatation du lien existant entre ce type de clientèle et un périmètre géographique donné conduit à recommander l'emploi de notions et d'outils spécifiques tels que :
- L'étude de la zone de chalandise ouvre la voie à une meilleure connaissance

de la dimension et de la délimitation d'une zone d'influence sur la clientèle localisable ;
de situer avec plus de précision comment la clientèle est plus ou moins sensible et réagit à cette influence ;
de chiffrer - ou à tout le moins d'estimer - le potentiel commercial résultant ;
de la situation concurrentielle affectant cette clientèle localisable.
- Les techniques de géomarketing, de marketing direct, de communication, qui se trouvent pouvoir être mieux calées sur des cibles présentant une probabilité plus forte de succès.

- Une claire délimitation dans l'espace d'un potentiel commercial de référence améliore l'objectivité de la mesure de la performance commerciale

(Part de marché, notoriété, fréquentation, provenance des clients acheteurs ...)